# Université des arts de Londres
L'université des arts de Londres (University of the Arts London), anciennement London Institute est une université publique anglaise située à Londres, comprenant six collèges fédérés internationalement reconnus et spécialisés dans les domaines de l'art, du design, de la mode et des médias.

## Histoire
L'université est créée en 1986 lors de l'unification de cinq collèges auparavant indépendants pour former le London Institute. En 2006, le Wimbledon College of Art (en) rejoint la fédération. Les six établissements ont été initialement établis depuis le milieu du XIXe siècle jusqu'au début du XXe siècle.

## Structure
| Collège fédéré                  | Emplacement(s)                      | Fondée |
| ------------------------------- | ----------------------------------- | ------ |
| Camberwell College of Arts      | Camberwell                          | 1898   |
| Central Saint Martins           | King's Cross, Archway (en), Holborn | 1854   |
| Chelsea College of Arts         | Millbank                            | 1895   |
| London College of Communication | Elephant and Castle                 | 1894   |
| London College of Fashion (en)  | Stratford                           | 1906   |
| Wimbledon College of Arts (en)  | Wimbledon, Merton Park              | 1890   |

## Personnalités liées à l'université
- Zeinab Badawi (1959-) journaliste soudano-britannique de télévision et de radio[2]
- Alaa Satir (1991-), artiste soudanaise